# Морис Клош
Морис Клош (фр. Maurice Cloche; Комерси, 17. јун 1907 — Бордо, 20. март 1990) био је француски редитељ, сценариста, фотограф и филмски продуцент. Добитник је Оскара за најбољи међународни филм Господин Венсан 1948.

## Биографија
Рођен је 17. јуна 1907. у Комерси. Завршио је Националну уметничку школу и Националну школу декоративних уметности. Филмску каријеру је започео 1933. године као уметнички директор и режисер снимајући неколико кратких филмова. Основао је продукцијску кућу и снимио свој први играни филм 1937. године. После Другог светског рата се прославио као режисер филмова познатих личности. Режирао је шпијунске филмове, као и филмове са верским и друштвеним темама. Његови најпознатији филмови су La Cage aux Oiseaux, Le Docteur Laennec, Ne de Pere Inconnu и La Cage aux Filles. Режирао је документарне филмове Terre d'amour, Symphonie graphique, Alsace, Franche-Comté и Gothic images.
Године 1940. је основао Филмско друштво за младе таленте и Уметнички и технички центар са генералним директором Полом Легром и замеником директора Пјером Жереном, а касније и француску филмску школу и Институт за напредне филмске студије. Режирао је филм Господин Венсан за којег је добио Оскара за најбољи међународни филм 1948. Такође, филм је проглашен за најбољи у Француској исте године. Преминуо је 20. марта 1990. у свом дому у Бордоу од Паркинсонове болести.

## Филмографија
- The Ladies in the Green Hats (1937)
- The Little Thing (1938)
- Girl with Grey Eyes (1945)
- Rooster Heart (1946)
- Women's Games (1946)
- Cage of Girls (1949)
- Doctor Laennec (1949)
- The Bread Peddler (1950)
- Domenica (1952)
- The Sparrows of Paris (1953)
- A Missionary (1955)
- Girls of the Night (1958)
- Women's Prison (1958)
- Cocagne (1961)
- The Bread Peddler (1963)
- Agent X-77 Orders to Kill (1966)
- The Viscount (1967)
- The Killer Likes Candy (1968)